# 1696
1696. је била преступна година.

## Рођења

### Мај
- 17. октобар — Август III од Пољске, пољски краљ и изборни кнез Саксоније

## Смрти

### Фебруар
- 8. фебруар — Иван V Романов, руски цар

### Јун
- 17. јун — Јан III Собјески, пољски краљ и литвански велики војвода